# Y Eridani
Y Eridani är en pulserande variabel av Mira Ceti-typ (M) i stjärnbilden Eridanus. 
Stjärnan har en visuell magnitud som varierar mellan +9,0 och 12,7 med en period av 302,7 dygn.